# 이한음
이한음(1991년 2월 22일 ~ )은 대한민국의 축구 선수이며 포지션은 공격수이다.